# Patrick Baxter
 (décembre 2018).
Si vous disposez d'ouvrages ou d'articles de référence ou si vous connaissez des sites web de qualité traitant du thème abordé ici, merci de compléter l'article en donnant les références utiles à sa vérifiabilité et en les liant à la section « Notes et références ».
Patrick Francis Baxter, né le 1er octobre 1891 et mort le 3 avril 1959, est un homme politique irlandais du comté de Cavan. Il est député (Teachta Dála) dans les années 1920, puis sénateur plus de 25 ans. Il est Cathaoirleach du Seanad Éireann de 1954 à 1957. Il est membre du Clann na Talmhan.